# Cúp Liên đoàn các châu lục 2013 (Bảng A)
Bảng A của Cúp Liên đoàn các châu lục 2013 diễn ra từ 15 đến 22 tháng 6 năm 2013. Brazil đứng đầu bảng, và giành quyền vào vòng tiếp theo, cùng với Ý. Mexico và Nhật Bản bị loại.

## Danh sách đội
| Đội      | Tr | T | H | B | BT | BB | HS | Đ |
| -------- | -- | - | - | - | -- | -- | -- | - |
| Brasil   | 3  | 3 | 0 | 0 | 9  | 2  | +7 | 9 |
| Ý        | 3  | 1 | 0 | 2 | 7  | 9  | −2 | 3 |
| México   | 3  | 1 | 0 | 2 | 3  | 5  | −2 | 3 |
| Nhật Bản | 3  | 1 | 0 | 2 | 5  | 8  | −3 | 3 |

Tất cả các trận đấu diễn ra theo giờ Brasil (UTC-3)

## Trận đấu

### Brazil vs Nhật Bản
| Brasil                              | 3–0      | Nhật Bản |
| ----------------------------------- | -------- | -------- |
| Neymar 3' · Paulinho 48' · Jô 90+3' | Chi tiết |          |

| Brazil | Nhật Bản |

| GK                      | 12 | Júlio César      |  |     |
| RB                      | 2  | Dani Alves       |  |     |
| CB                      | 3  | Thiago Silva (c) |  |     |
| CB                      | 4  | David Luiz       |  |     |
| LB                      | 6  | Marcelo          |  |     |
| DM                      | 17 | Luiz Gustavo     |  |     |
| CM                      | 18 | Paulinho         |  |     |
| AM                      | 11 | Oscar            |  |     |
| RW                      | 19 | Hulk             |  | 75' |
| LW                      | 10 | Neymar           |  | 74' |
| CF                      | 9  | Fred             |  | 81' |
| Vào sân thay người:     |    |                  |  |     |
| MF                      | 7  | Lucas Moura      |  | 74' |
| MF                      | 8  | Hernanes         |  | 75' |
| FW                      | 21 | Jô               |  | 81' |
| Huấn luyện viên trưởng: |    |                  |  |     |
| Luiz Felipe Scolari     |    |                  |  |     |

| GK                      | 1  | Eiji Kawashima    |       |     |
| RB                      | 6  | Atsuto Uchida     |       |     |
| CB                      | 22 | Maya Yoshida      |       |     |
| CB                      | 15 | Yasuyuki Konno    |       |     |
| LB                      | 5  | Yuto Nagatomo     |       |     |
| CM                      | 17 | Makoto Hasebe (c) | 45+1' |     |
| CM                      | 7  | Yasuhito Endō     |       | 78' |
| RW                      | 8  | Hiroshi Kiyotake  |       | 51' |
| AM                      | 4  | Keisuke Honda     |       | 88' |
| LW                      | 10 | Shinji Kagawa     |       |     |
| CF                      | 9  | Shinji Okazaki    |       |     |
| Vào sân thay người:     |    |                   |       |     |
| FW                      | 18 | Ryoichi Maeda     |       | 51' |
| MF                      | 13 | Hajime Hosogai    |       | 78' |
| MF                      | 19 | Takashi Inui      |       | 88' |
| Huấn luyện viên trưởng: |    |                   |       |     |
| Alberto Zaccheroni      |    |                   |       |     |

| Cầu thủ xuất sắc nhất trận: Neymar (Brazil) Trợ lý trọng tài: Bertino Miranda (Bồ Đào Nha) Tiago Trigo (Bồ Đào Nha) Trọng tài thứ tư: Felix Brych (Đức) Trọng tài thứ năm: Mark Borsch (Đức) |

### Mexico vs Ý
| México                | 1–2      | Ý                         |
| --------------------- | -------- | ------------------------- |
| Hernández 34' (ph.đ.) | Chi tiết | Pirlo 27' · Balotelli 78' |

| Mexico | Ý |

| GK                      | 12 | José de Jesús Corona           |     |     |
| RB                      | 22 | Gerardo Flores                 |     |     |
| CB                      | 2  | Francisco Javier Rodríguez (c) |     |     |
| CB                      | 15 | Héctor Moreno                  | 47' |     |
| LB                      | 3  | Carlos Salcido                 |     |     |
| CM                      | 17 | Jesús Zavala                   |     | 86' |
| CM                      | 6  | Gerardo Torrado                |     |     |
| RW                      | 11 | Javier Aquino                  |     | 53' |
| AM                      | 10 | Giovani dos Santos             | 58' |     |
| LW                      | 18 | Andrés Guardado                |     |     |
| CF                      | 14 | Javier Hernández               |     |     |
| Vào sân thay người:     |    |                                |     |     |
| DF                      | 21 | Hiram Mier                     |     | 53' |
| FW                      | 19 | Raúl Jiménez                   |     | 86' |
| Huấn luyện viên trưởng: |    |                                |     |     |
| José Manuel de la Torre |    |                                |     |     |

| GK                      | 1  | Gianluigi Buffon (c) |     |     |
| RB                      | 20 | Ignazio Abate        |     |     |
| CB                      | 15 | Andrea Barzagli      | 34' |     |
| CB                      | 3  | Giorgio Chiellini    |     |     |
| LB                      | 5  | Mattia De Sciglio    |     |     |
| RM                      | 16 | Daniele De Rossi     | 81' |     |
| CM                      | 21 | Andrea Pirlo         |     |     |
| LM                      | 18 | Riccardo Montolivo   |     |     |
| AM                      | 8  | Claudio Marchisio    |     | 68' |
| AM                      | 22 | Emanuele Giaccherini |     | 88' |
| CF                      | 9  | Mario Balotelli      | 79' | 86' |
| Vào sân thay người:     |    |                      |     |     |
| MF                      | 17 | Alessio Cerci        |     | 68' |
| FW                      | 11 | Alberto Gilardino    |     | 86' |
| MF                      | 7  | Alberto Aquilani     |     | 88' |
| Huấn luyện viên trưởng: |    |                      |     |     |
| Cesare Prandelli        |    |                      |     |     |

| Cầu thủ xuất sắc nhất trận: Andrea Pirlo (Italy) Trợ lý trọng tài: Sergio Román (Chile) Carlos Astroza (Chile) Trọng tài thứ tư: Djamel Haimoudi (Algérie) Trọng tài thứ năm: Redouane Achik (Maroc) |

### Brazil vs Mexico
| Brasil               | 2–0      | México |
| -------------------- | -------- | ------ |
| Neymar 9' · Jô 90+3' | Chi tiết |        |

| Brazil | Mexico |

| GK                      | 12 | Júlio César      |     |     |
| RB                      | 2  | Dani Alves       | 76' |     |
| CB                      | 3  | Thiago Silva (c) | 44' |     |
| CB                      | 4  | David Luiz       |     |     |
| LB                      | 6  | Marcelo          |     |     |
| DM                      | 17 | Luiz Gustavo     |     |     |
| CM                      | 18 | Paulinho         |     |     |
| CM                      | 11 | Oscar            |     | 62' |
| RW                      | 19 | Hulk             |     | 78' |
| LW                      | 10 | Neymar           |     |     |
| CF                      | 9  | Fred             |     | 82' |
| Vào sân thay người:     |    |                  |     |     |
| MF                      | 8  | Hernanes         |     | 62' |
| MF                      | 7  | Lucas Moura      |     | 78' |
| FW                      | 21 | Jô               |     | 82' |
| Huấn luyện vien trưởng: |    |                  |     |     |
| Luiz Felipe Scolari     |    |                  |     |     |

| GK                      | 12 | José de Jesús Corona           |     |     |
| RB                      | 21 | Hiram Mier                     |     |     |
| CB                      | 2  | Francisco Javier Rodríguez (c) | 90' |     |
| CB                      | 15 | Héctor Moreno                  |     |     |
| LB                      | 20 | Jorge Torres Nilo              |     | 70' |
| CM                      | 3  | Carlos Salcido                 |     |     |
| CM                      | 6  | Gerardo Torrado                |     | 88' |
| RW                      | 22 | Gerardo Flores                 |     | 58' |
| AM                      | 10 | Giovani dos Santos             |     |     |
| LW                      | 18 | Andrés Guardado                | 21' |     |
| CF                      | 14 | Javier Hernández               |     |     |
| Vào sân thay người:     |    |                                |     |     |
| MF                      | 16 | Héctor Herrera                 | 89' | 58' |
| MF                      | 7  | Pablo Barrera                  |     | 70' |
| FW                      | 19 | Raúl Jiménez                   |     | 88' |
| Huấn luyện viên trưởng: |    |                                |     |     |
| José Manuel de la Torre |    |                                |     |     |

| Cầu thủ xuất sắc nhất trận: Neymar (Brazil) Trợ lý trọng tài: Mike Mullarkey (Anh) Darren Cann (Anh) Trọng tài thứ tư: Enrique Osses (Chile) Trọng tài thứ năm: Carlos Astroza (Chile) |

### Ý vs Nhật Bản
| Ý                                                                       | 4-3    | Nhật Bản                                     |
| ----------------------------------------------------------------------- | ------ | -------------------------------------------- |
| De Rossi 41' · Uchida 50' (l.n.) · Balotelli 52' (ph.đ.) · Giovinco 86' | Report | Honda 21' (ph.đ.) · Kagawa 33' · Okazaki 69' |

| Ý | Nhật Bản |

| GK                  | 1  | Gianluigi Buffon (c) | 20' |     |
| RB                  | 2  | Christian Maggio     |     | 59' |
| CB                  | 15 | Andrea Barzagli      |     |     |
| CB                  | 3  | Giorgio Chiellini    |     |     |
| LB                  | 5  | Mattia De Sciglio    |     |     |
| DM                  | 21 | Andrea Pirlo         |     |     |
| RM                  | 18 | Riccardo Montolivo   |     |     |
| LM                  | 16 | Daniele De Rossi     | 36' |     |
| AM                  | 7  | Alberto Aquilani     |     | 30' |
| AM                  | 22 | Emanuele Giaccherini |     | 68' |
| CF                  | 9  | Mario Balotelli      |     |     |
| Vào sân thay người: |    |                      |     |     |
| FW                  | 10 | Sebastian Giovinco   |     | 30' |
| DF                  | 20 | Ignazio Abate        |     | 59' |
| MF                  | 8  | Claudio Marchisio    |     | 68' |
| Manager:            |    |                      |     |     |
| Cesare Prandelli    |    |                      |     |     |

| GK                 | 1  | Eiji Kawashima    |     |       |
| RB                 | 6  | Atsuto Uchida     |     | 73'   |
| CB                 | 22 | Maya Yoshida      |     |       |
| CB                 | 15 | Yasuyuki Konno    | 90' |       |
| LB                 | 5  | Yuto Nagatomo     |     |       |
| CM                 | 17 | Makoto Hasebe (c) | 52' | 90+2' |
| CM                 | 7  | Yasuhito Endō     |     |       |
| RW                 | 9  | Shinji Okazaki    |     |       |
| AM                 | 4  | Keisuke Honda     |     |       |
| LW                 | 10 | Shinji Kagawa     |     |       |
| CF                 | 18 | Ryoichi Maeda     |     | 79'   |
| Substitutions:     |    |                   |     |       |
| DF                 | 21 | Hiroki Sakai      |     | 73'   |
| FW                 | 11 | Mike Havenaar     |     | 79'   |
| MF                 | 14 | Kengo Nakamura    |     | 90+2' |
| Manager:           |    |                   |     |       |
| Alberto Zaccheroni |    |                   |     |       |

| Man of the Match: Shinji Kagawa (Japan) Assistant referees: Hernán Maidana (Argentina) Juan Pablo Belatti (Argentina) Fourth official: Joel Aguilar (El Salvador) Fifth official: William Torres (El Salvador) |

### Ý vs Brazil
| Ý                               | 2–4    | Brasil                                   |
| ------------------------------- | ------ | ---------------------------------------- |
| Giaccherini 51' · Chiellini 71' | Report | Dante 45+1' · Neymar 55' · Fred 66', 89' |

| Ý | Brazil |

| GK               | 1  | Gianluigi Buffon (c) |     |     |
| RB               | 20 | Ignazio Abate        |     | 30' |
| CB               | 19 | Leonardo Bonucci     |     |     |
| CB               | 3  | Giorgio Chiellini    |     |     |
| LB               | 5  | Mattia De Sciglio    |     |     |
| CM               | 18 | Riccardo Montolivo   |     | 26' |
| CM               | 7  | Alberto Aquilani     |     |     |
| RW               | 6  | Antonio Candreva     |     |     |
| AM               | 8  | Claudio Marchisio    | 40' |     |
| LW               | 23 | Alessandro Diamanti  |     | 72' |
| CF               | 9  | Mario Balotelli      |     |     |
| Substitutions:   |    |                      |     |     |
| MF               | 22 | Emanuele Giaccherini |     | 26' |
| DF               | 2  | Christian Maggio     |     | 30' |
| FW               | 14 | Stephan El Shaarawy  |     | 72' |
| Manager:         |    |                      |     |     |
| Cesare Prandelli |    |                      |     |     |

| GK                  | 12 | Júlio César      |     |     |
| RB                  | 2  | Dani Alves       |     |     |
| CB                  | 3  | Thiago Silva (c) |     |     |
| CB                  | 4  | David Luiz       | 8'  | 33' |
| LB                  | 6  | Marcelo          |     |     |
| CM                  | 8  | Hernanes         |     |     |
| CM                  | 17 | Luiz Gustavo     | 44' |     |
| RW                  | 19 | Hulk             |     | 76' |
| AM                  | 11 | Oscar            |     |     |
| LW                  | 10 | Neymar           | 28' | 69' |
| CF                  | 9  | Fred             |     |     |
| Substitutions:      |    |                  |     |     |
| DF                  | 13 | Dante            |     | 33' |
| MF                  | 20 | Bernard          |     | 69' |
| MF                  | 5  | Fernando         |     | 76' |
| Manager:            |    |                  |     |     |
| Luiz Felipe Scolari |    |                  |     |     |

| Man of the Match: Neymar (Brazil) Assistant referees: Abdukhamidullo Rasulov (Uzbekistan) Bahadyr Kochkarov (Kyrgyzstan) Fourth official: Yuichi Nishimura (Japan) Fifth official: Toru Sagara (Japan) |

### Nhật Bản vs Mexico
| Nhật Bản    | 1–2    | México             |
| ----------- | ------ | ------------------ |
| Okazaki 86' | Report | Hernández 54', 66' |

| Nhật Bản | Mexico |

| GK                 | 1  | Eiji Kawashima    |     |     |
| RB                 | 21 | Hiroki Sakai      | 38' | 58' |
| CB                 | 16 | Yuzo Kurihara     |     |     |
| CB                 | 15 | Yasuyuki Konno    |     |     |
| LB                 | 5  | Yuto Nagatomo     |     | 77' |
| CM                 | 13 | Hajime Hosogai    |     |     |
| CM                 | 7  | Yasuhito Endō (c) |     |     |
| AM                 | 4  | Keisuke Honda     |     |     |
| RW                 | 9  | Shinji Okazaki    |     |     |
| LW                 | 10 | Shinji Kagawa     |     |     |
| CF                 | 18 | Ryoichi Maeda     |     | 65' |
| Substitutions:     |    |                   |     |     |
| DF                 | 6  | Atsuto Uchida     |     | 58' |
| DF                 | 22 | Maya Yoshida      |     | 65' |
| MF                 | 14 | Kengo Nakamura    |     | 77' |
| Manager:           |    |                   |     |     |
| Alberto Zaccheroni |    |                   |     |     |

| GK                      | 1  | Guillermo Ochoa     | 90+5' |     |
| RB                      | 21 | Hiram Mier          |       |     |
| CB                      | 4  | Diego Reyes         |       |     |
| CB                      | 15 | Héctor Moreno       |       |     |
| LB                      | 20 | Jorge Torres Nilo   |       |     |
| CM                      | 6  | Gerardo Torrado (c) |       |     |
| CM                      | 17 | Jesús Zavala        |       |     |
| RW                      | 10 | Giovani dos Santos  |       | 78' |
| LW                      | 18 | Andrés Guardado     |       | 71' |
| CF                      | 19 | Raúl Jiménez        |       | 90' |
| CF                      | 14 | Javier Hernández    |       |     |
| Substitutions:          |    |                     |       |     |
| DF                      | 3  | Carlos Salcido      |       | 71' |
| MF                      | 7  | Pablo Barrera       |       | 78' |
| MF                      | 11 | Javier Aquino       |       | 90' |
| Manager:                |    |                     |       |     |
| José Manuel de la Torre |    |                     |       |     |

| Man of the Match: Javier Hernández (Mexico) Assistant referees: Stefan Lupp (Germany) Mark Borsch (Germany) Fourth official: Howard Webb (England) Fifth official: Mike Mullarkey (England) |